# منى الوسلاتي
منى الوسلاتي : من مواليد 28/12/1981 مدينة سكرة بولاية أريانة بتونس، حيث زاولت تعليمها الابتدائي والثانوي، وتحصّلت على الباكالوريا سنة 2001م حيث التحقت بالجامعة لتنطلق رحلتها النضالية من اجل الحريّة والعدالة في صفوف الاتحاد العام لطلبة تونس، وصولا إلى الحزب الاشتراكي اليساري الذي التحقت به في سنة 2006م اثر تأسيسه في السرّية.

## تجربتها في الاتحاد العام لطلبة تونس
تدرجت في تحمل المسؤولية داخل المنظمة الطلابية العريقة، من الانخراط إلى عضوية المكتب الفيدرالي وصولا إلى تحملّها لمسؤولية القيادة الوطنية، وهي أصغر عضو بالمكتب التنفيذي للاتّحاد في مؤتمر الرابع والعشرون المنعقد بشهر جويلية 2003، وهي أوّل فتاة تتحمّل مسؤولية المكتب التنفيذي منذ، انقلاب 87 وعودة الاتّحاد للنشاط العلني.
سحب منها ترسيمها بالماجستير بشكل تعسّفي سنة 2010م على خلفية اشرافها على انتخابات المجالس العلميّة ضدّ طلبة التجمّع الحزب الحاكم آنذاك، وعلى خلفيّة تصاعد نشاطها المعارض لنظام الحكم

## تجربة النشاط السري
التحقت منى الوسلاتي مبكّرا بالتجربة الحلقية السريّة للشيوعيين الديمقراطيين، التي أسّسها محمد الكيلاني صحبة مجموعة من رفاقه، وناضلت بالفكر والساعد ضمن الحلقة، تطوّر نقاشاتها وافكارها وتعلن عنها في الجامعة وفي صفوف الطلبة، إلى حدود الأّتفاق على تأسيس حزب سياسي للطبقة العاملة تحت عنون "الحزب الاشتراكي اليساري، الذي أسّس بدوره في السريّة في أكتوبر 2006م.
- قادت التحرّكات الطلابيّة والمظاهرات الداعمة للانتفاضة الفلسطينية سنة 2002 بمنطقة الشرقية، وتعرّضت اثرها للملاحقة الامنية والتهديد.
- نظّمت وساهمت في قيادة الإضراب الطّلابي الوطني العام لسنة 2005. اصافة إلى العديد من المسيرات والاضرابات النقابية الطلّابية الجزئية.

## تجربتها
نشطت ثمن الحملة الانتخابيّة لسنة 2004، وعملت وساندت قائممات «المبادرة الديمقراطيّة» التي كان مرشّحها المعارض اللرئيس بن علي «لعميد محمّد علي الحلواني». 
قدّمت منى الوسلاتي صحبة مجموعة من الشّباب ترشّحها كأصغر رئيسة لقائمة في الانتخابات التشريعيّة لسنة 2009، تحت عنون «من أجل الديمقراطية والعدالة الاجتماعية»، وخاضت غمار المعركة الانتخابيّة في دائرة تونس 1، ليس طمعا في الكسب، ولكن لابلاغ صوتهم للشباب وعموم المواطنين، ورغم المنع والتضييقات من قبل أجهزة الأمن واجهزة الحزب الحاكم تمكّنت من ابلاغ صوتها، وجلب الانظار إلى إمكانيّة الشباب التزنسي في التعبير وتحمّل المسؤوليّة.
انضمت منى الوسلاتي إلي منظّمة العفو الدوليّة، وفي انشطتها منذ سنة 2009م، وهي تتحمّل مسؤوليّة في مجموعة النّشاط الشّباب بولاية بن عروس.
ساهمت بعد ثورة 14 يناير‹14 جانفي› في النقاشات التمهيديّة لإنشاء اللّجنة المستقلّة لإنجاز المؤتمر الاستثنائي للاتّحاد الوطني للمراة التونسيّة، وساهمت من بعد في تأسيسها.
تمّ انتدابها بعد الثورة عضوة في الهيئة العليا لتحقيق أهداف الثورة والإصلاح السياسي والانتقال الديمقراطي ممثّلة للشباب والطلبة التونسيين في محاولة انجاح مسار الانتقال الديمقراطي.
اثر المؤتمر الثاني للحزب الاشتراكي اليساري المنعقد في أغسطس 2012 ، واثر خلافها مع جزء من القيادة الحزبيّة حول الديمقراطيّة الداخليّة وحول الترفيع من تمثيل الشّباب والمرأة في هياكل الحزب، وإنشاء منظّمة شبابيّة خاصّة ومستقلّة تنظيميّا عن الحزب، وعدم الوصول إلى حلول وفاقيّة خيّرت الانساح من هياكل الحزب وتعليق ترجبتها ضمنه

## أفكارها
ترفع منى الوسلاتي راية الاشتراكية الديمقراطيّة وتؤمن ب:
- تاصيل النظام الجمهوري على قاعدة الفصل بين السلط
- أن تستمدّ الدولة مشروعية سلطتها من الاقتراع العام دون سواه.
- الحرية في التفكير والتعبير
- الديمقراطية طريق لتحقيق العدالة الاجتماعية
- المساواة التّأمة بين المواطنين في الحقوق والواجبات
- حق الشّعوب في تقرير المصير
- تحرير المجتمع من كلّ قيود التعصّب والرجعيّة والاستغلال

## وصلات خارجيّة
- مداخلة منى الوسلاتي : بالمنتد الارومتوسّطي ببلارم إيطاليا على يوتيوب
- مداخلة منى الوسلاتي عن القائمة المستقلّة الديمقراطية والعدالة الاجتماعية للانتخابات التشريعية 2009
- مداخلة منى الوسلاتي عضو المكتب التنفيذي للاتحاد العام لطلبة على موجاة اذاعة تطاوين
- تصوّرات عامّة للنهوض بالجامعة التونسيّة-بقلم: منى الوسلاتي ومحمد نجيب وهيبي